# Bertil Wiberg
Bertil Wiberg, född 24 september 1925 i Gävle, död 9 november 2007 i Nockeby, Stockholm, var en svensk skolman och socialdemokratisk kommunpolitiker i Gotlands kommun.

## Utbildning och lärarkarriär
Bertil Wiberg tog folkskollärarexamen 1948 samt senare en akademisk examen i nordiska språk. Han arbetade till att börja med som lärare på olika ställen i Hälsingland och Gästrikland såsom Los, Arbrå och Hedesunda. 1964 flyttade Bertil Wiberg med familj till Gotland där han blev rektor för Solbergaskolans rektorsområde. Efter att ha tjänstgjort som rektor några år fick han tjänsten som biträdande skoldirektör i kommunen, som han innehade fram till 1980 då han tog steget in i politiken på heltid, som oppositionsråd.

## Politisk karriär
Innan Bertil Wiberg blev oppositionsråd var han bland annat ledamot av Kulturnämnden mellan 1971 och 1979. Han satt också i Gotlands kommunfullmäktige från 1974 fram till sin pension 1990. Som oppositionsråd satt han i kommunstyrelsen och dess arbetsutskott 1980-1990, liksom i personal- och organisationsutskottet. 1980-1982 var han ledamot av sjukvårdsstyrelsen. 
Han var också med i den projektstyrelse, som ledda ombyggnaden av Visby lasarett samt var med om det stora utvecklingsarbetet för Visby Hamn. 1983-1985 var Bertil Wiberg vice ordförande i socialnämnden och under hela 1980-talet satt han med i länsstyrelsens styrelse. Dessutom var han borgerlig vigselförrättare och vigde 642 par. 
Bertil Wiberg var socialdemokratiskt oppositionsråd fram till 1990, då han med fru flyttade till Nockeby i Bromma, Stockholm, där han avled 2007 efter en tids sjukdom.